# Ute Lemper

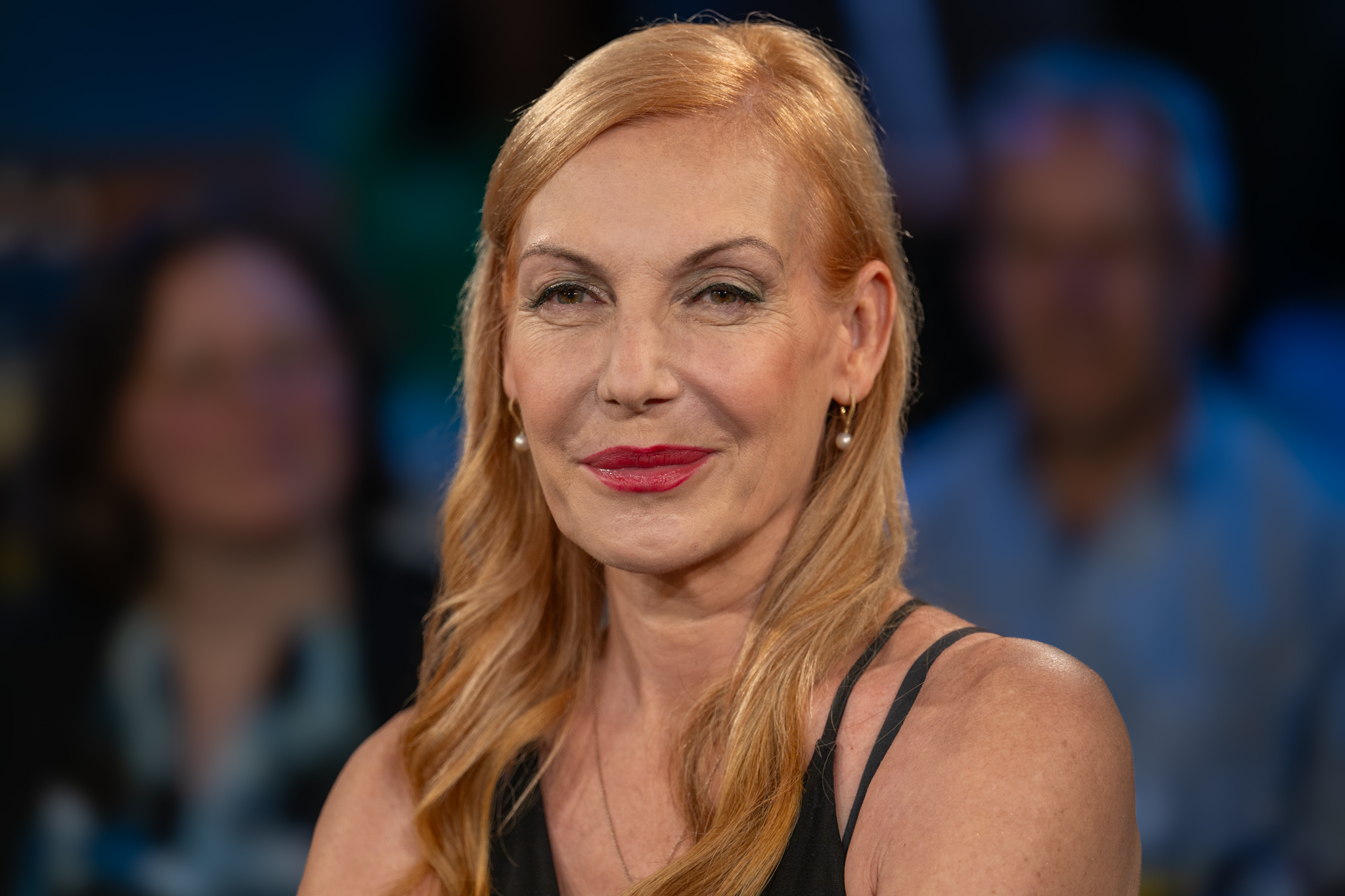
Ute Lemper (2024)

Ute Gertrud Lemper (* 4. Juli 1963 in Münster) ist eine deutsche Tänzerin, Musicaldarstellerin, Chansonsängerin und Schauspielerin.

## Musicals und Gesang
Ute Lemper besuchte das Gymnasium St. Mauritz in Münster und erhielt Klavier- und Ballettunterricht. Sie studierte Tanz am Institut für Bühnentanz in Köln und Schauspiel am Max-Reinhardt-Seminar in Wien.
1982 nahm sie am ersten Popkurs in Hamburg teil, wurde jedoch schon nach der Halbzeit von Peter Weck nach Wien geholt.
Lemper war dort in der ersten deutschsprachigen Produktion von Cats zu sehen.
Darüber hinaus trat sie in Peter Pan und Der blaue Engel auf.
Für die deutsche Version des Disney-Films Arielle, die Meerjungfrau (Synchronisation von 1989) sang sie den Part der weiblichen Hauptfigur Arielle.
Sie spielte im Musical Cabaret in Paris
und im Musical Chicago zunächst in London.
Im Disney-Film Der Glöckner von Notre Dame (1996) sang sie den Part der weiblichen Hauptfigur Esmeralda.
Lemper trat in New York am Broadway auf und war bei Starlight Express zu sehen.

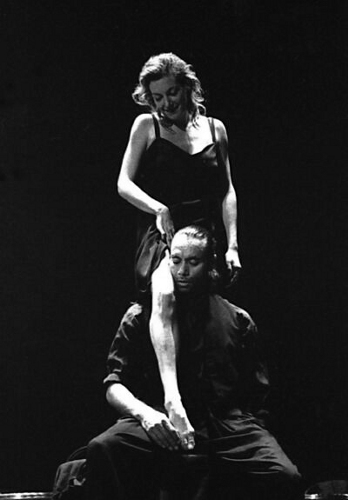
Ute Lemper mit Larrio Ekson (1992)

Ute Lemper ist Interpretin von Kurt-Weill-Werken und Werken des argentinischen Tango-Komponisten Astor Piazzolla. Ihr Interesse gilt besonders Komponisten und Autoren der Zwischenkriegszeit sowie der Kriegsjahre, insbesondere aus dem Cabaret. Daneben ist ihre Zusammenarbeit mit Michael Nyman und The Divine Comedy erwähnenswert.
Anlässlich Lempers 60. Geburtstags erschien 2023 ihre zweite Autobiografie Die Zeitreisende: Zwischen Gestern und Morgen. Die erste Autobiografie hatte sie im Alter von 30 Jahren verfasst. Zuerst wäre für die zweite Autobiografie ein Ghostwriter vorgesehen gewesen, doch schlussendlich schrieb Lemper sie selbst.

## Privatleben
Lemper führte bis 2001 eine Ehe mit dem US-Komiker David Tabatsky. Daraus gingen ein Sohn (* 1994) und eine Tochter (* 1996) hervor.
Für ihre Engagements in New York zog sie 1998 mit den Kindern in die  USA und wohnt an der Upper West Side in Manhattan.
Den sie auf Touren begleitenden Schlagzeuger Todd Turkisher heiratete sie 2011 und hat mit ihm zwei Söhne (* 2005, * 2011).

## Auszeichnungen

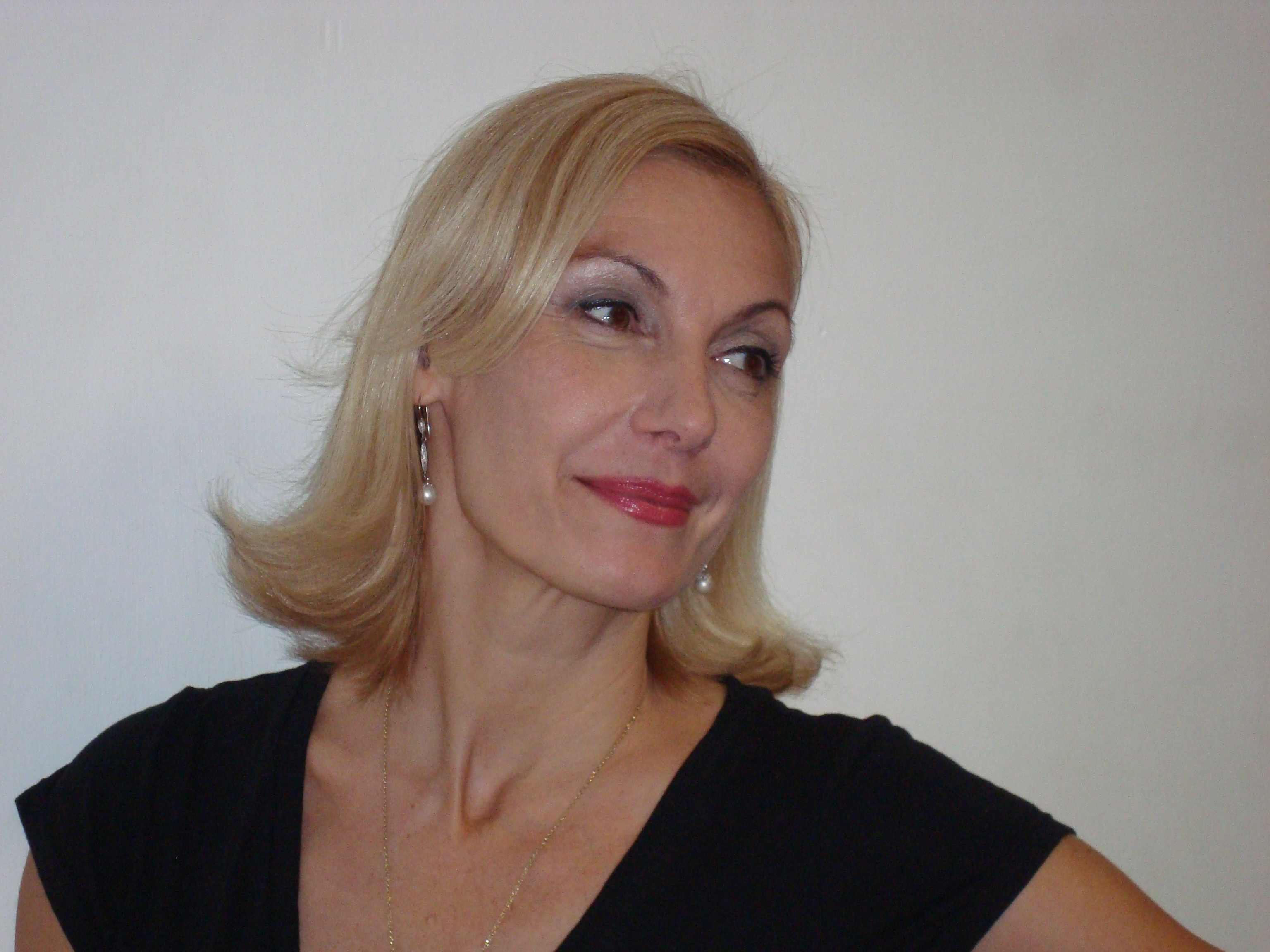
Ute Lemper (2009)

Im Jahr 1987 gewann Lemper einen Bambi, den sie allerdings im Folgejahr (wie Klausjürgen Wussow und Thomas Gottschalk sowie 1989 Katarina Witt) aus Protest gegen die Berichterstattung in den Zeitschriften der Verlagsgruppe Burda zurückgab.
- 1987: Molière als Beste Nachwuchsdarstellerin, Musical Cabaret[7]
- 1994: NBR Award, Best Acting by an Ensemble in Prêt-à-Porter[8]
- 1998: Laurence Olivier Award, für die Rolle der Velma Kelly in Chicago[7]
- 1999: Theatre World Award[9][10]
- 2014: Steiger Award für Beste Musik[7]
- 2017: Deutscher Musical Theater Preis als Ehrenpreis[11]

Nominierungen
- 1989: Laurence Olivier Award, für ihren Kurt-Weill-Abend
- 1992: Nika, für ihre Rolle in dem Film Moscou Parade[8]
- 2013: Grammy, für ihr Album „Paris Days, Berlin Nights“ in der Kategorie Beste klassische Solostimme[12]

## Diskografie
Alben
- 1986: Ute Lemper singt Kurt Weill (Piano Jürgen Knieper, LP von Bayer Records, CD-Veröffentlichungen von Milan)
- 1987: Life is a Cabaret
- 1988: Ute Lemper sings Kurt Weill (DECCA)
- 1989: Crimes of the Heart
- 1990: Die sieben Todsünden (DECCA)
- 1991: Songbook (Lieder von Michael Nyman) (DECCA)
- 1991: Ute Lemper – LIVE. Ihre großen Tournee-Erfolge
- 1992: Illusions (DECCA)
- 1993: Ute Lemper sings Kurt Weill. Vol. 2 (DECCA)
- 1993: Espace Indecent
- 1995: City of Strangers (DECCA)
- 1996: Berlin Cabaret Songs (deutsche Version) (DECCA)
- 1996: Berlin Cabaret Songs (englische Version) (DECCA)
- 1997: Nuits Étranges
- 1998: All That Jazz – The Very Best of Ute Lemper
- 2000: Punishing Kiss (DECCA)
- 2002: But One Day (DECCA)
- 2005: Blood & Feathers – live from the Café Carlyle
- 2008: Between Yesterday and Tomorrow
- 2012: Paris Days, Berlin Nights
- 2013: Forever – The Love Poems of Pablo Neruda
- 2015: The 9 Secrets
- 2020: Rendezvous with Marlene
- 2023: Time Traveler
- 2025: Pirate Jenny

Contributions
- 1983: Cats – 10. „Macavity“
- 1985: Bye Bye Show-Biz – 04. „Lied Des Alten Revue-Stars“
- 1988: Starlight Express – 13. „Du allein“ (Ute Lemper & Johnny Logan)
- 1990: Die Dreigroschenoper (DECCA)
- 1990: Arielle, die Meerjungfrau OST
- 1990: The Wall Live in Berlin
- 1991: Homo Faber OST – 04. „Careless love Blues“
- 1991: Michael Nyman: Prospero’s Books OST – 14. „The Masque“
- 1991: Enzo Jannacci: Guarda la Fotografia – 09. „The Photograph“ (feat. Ute Lemper)
- 1992: Komisch' Wetter – 01. „Partyphilosoph“, 03. „Warschau“, 04. „Komisch' Wetter“
- 1993: Sommerkonzerte zwischen Donau und Altmühl: 12. „Ich bin die fesche Lola“ live, 13. „Bilbao Song“ live
- 1995: Die Eisprinzessin OST – 03. „Wilde Vögel“
- 1996: Der Glöckner von Notre Dame OST – 05. „Gott Deine Kinder“
- 1997: Donato Plögert: Wenn ich nur wüsste... - 01. Intro (feat. Ute Lemper)
- 1997: Calling on the Wire (CD, Maxi)
- 1997: Bloodrush (CD, Maxi)
- 1998: Chicago – the Musical
- 1999: Kurt Gerron‘s Karussell OST
- 2000: Solidays – L'Album – 08. Amsterdam (Ute Lemper & I Muvrini) live
- 2000: Calhoun Kids For Kids Volume 2. - People Are So Beautiful (feat. Ute Lemper on 4 Songs)
- 2003: Friedrichstadtpalast Berlin: 17. „Ich bin von Kopf bis Fuss auf Liebe eingestellt“ live
- 2005: Misia: Drama Box – 3. Fogo Preso (feat. Ute Lemper)
- 2005: Selma: in Sehnsucht eingehüllt – 12. „Abend II“
- 2008: Für dich soll's rote Rosen regnen – Berliner Künstler singen für die Gedächtniskirche! - 03. „Für mich soll's rote Rosen regnen“
- 2008: Mauro Gioia: Rendez-vous chez Nino Rota – 12. „Ai Giocchi Addio“ (feat. Ute Lemper)
- 2009: À Boris Vian – 18. „Complainte de Mackie“
- 2017: Paris can wait OST: 6. „Je te veux“, 11. „Que rest-t-il de non amours“ (Ute Lemper & Arnaud Viard)
- 2019: Ein Wintermärchen II – 16. „Jolis Sapins“
- 2021: David Chesky: Songs for a broken world – 04. „The names of the White Rose“ (feat. Ute Lemper)
- 2022: Santa Evita OST – 16. „El Choclo“

## Film und Fernsehserie
1985 spielte Ute Lemper eine Nebenrolle an der Seite von Stephan Remmler in dem Film Drei gegen Drei.
1987 hatte sie eine Serienrolle als Peggy Brinkley in der ZDF-Serie Das Erbe der Guldenburgs.
Sie hatte im Jahr 1994 einen Auftritt in Robert Altmans Film Prêt-à-Porter. Dort tritt sie, als hochschwangeres Model, zum Ende des Films sogar nackt auf. Auf die Frage, was ihr Bauch zu bedeuten habe, erwidert sie: „Großer Fisch im Aquarium“ (im Original: „Big fish in the trunk“).
Hauptrollen spielte sie in französischen Filmproduktionen wie L'Autrichienne, Moscou Parade, Coupable d’innocence und zuletzt 1997 in dem von Benoît Lamy inszenierten Thriller Der Mann im Lift (Combat des fauves), in dem sie als Femme fatale den im Lift stecken gebliebenen Richard Bohringer quält.
Des Weiteren war sie in Appetite (1998) von George Milton an der Seite von Trevor Eve als alternde Pornodarstellerin zu sehen und spielte in A River Made to Drown In (1997) an der Seite von Richard Chamberlain.
1999 wirkte sie in Ilona Zioks international preisgekröntem Cabaret-Film Kurt Gerrons Karussell mit, der in der Panorama-Sektion der Berlinale seine Weltpremiere feierte. Darin sang sie u. a. Die Moritat von Mackie Messer, deren erster Interpret im Theater Kurt Gerron gewesen war.

### Filmografie
- 1985: Drei gegen Drei

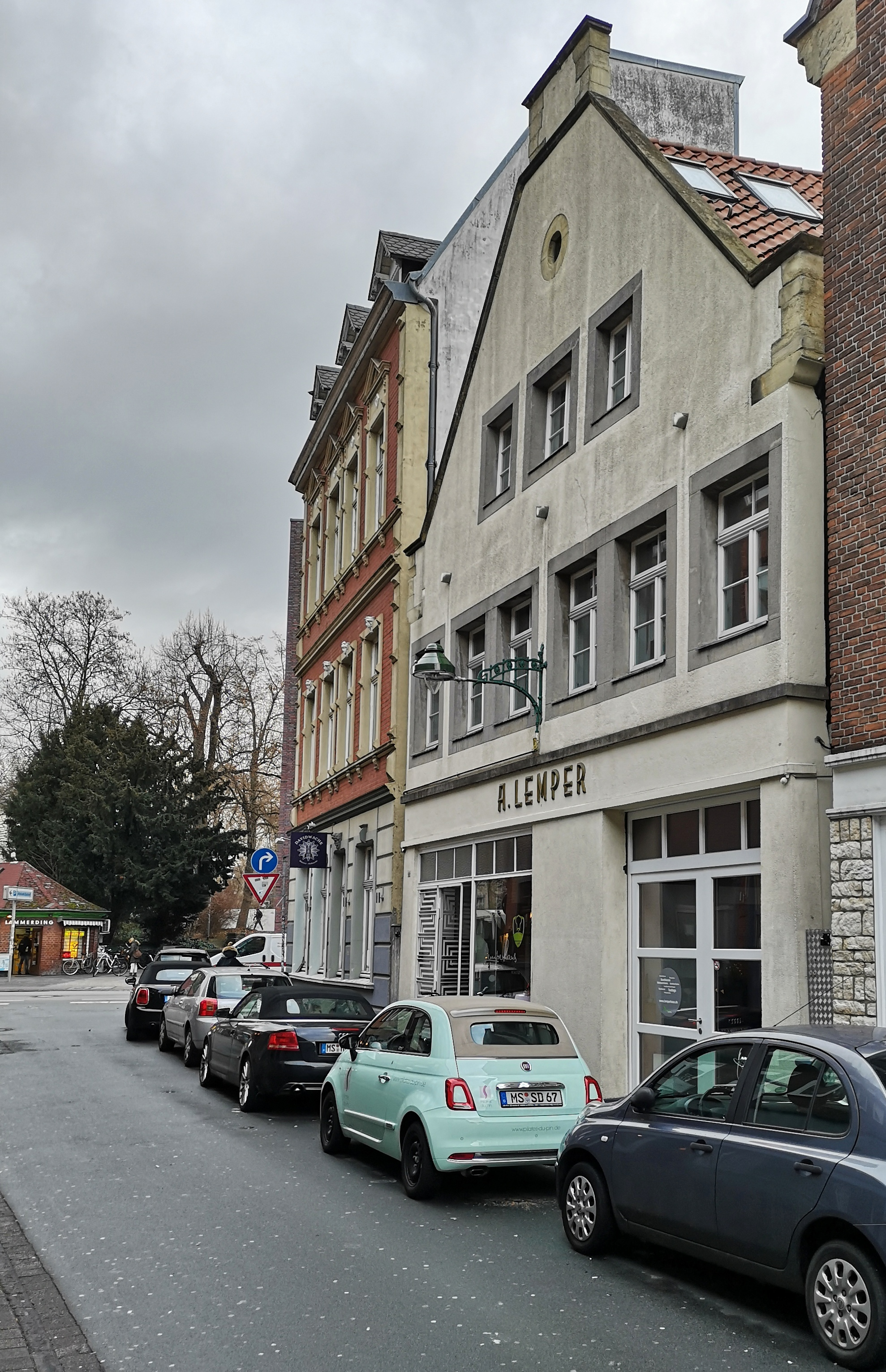
Geburtshaus von Ute Lemper im Münsteraner Kreuzviertel (2019)

- 1987: Das Erbe der Guldenburgs (TV)
- 1989: L'Autrichienne – Die letzten drei Tage der Marie Antoinette
- 1990: Jean Galmot – Flammen über Cayenne
- 1991: Prosperos Bücher
- 1991: Not Mozart: Letters, Riddles and Writs
- 1992: Pierre qui brûle (TV)
- 1992: Coupable d'Innocence – Schuldlos schuldig
- 1992: Moscou Parade
- 1994: Prêt-à-Porter
- 1996: Bogus
- 1997: River Made to Drown In
- 1997: Combat de Fauves – Der Mann im Lift
- 1998: Appetite
- 1999: Kurt Gerron's Karussell
- 2002: Aurélien
- 2014: Magic in the Moonlight
- 2024: Die Zweiflers (Miniserie)
- 2024: Eterno Visionario

### Sonstige Fernsehauftritte
Im Jahr 1991 trat Lemper im Rahmen der Wohltätigkeitsveranstaltung Stars in der Manege als Vertikalseilartistin auf. 2007 war Lemper Jurymitglied in den ersten sieben Folgen der zweiten Staffel der RTL-Tanzshow Let’s Dance, im Finale der Show wurde sie von Dieter Bohlen vertreten, da sie eine Konzertverpflichtung hatte.
Im Februar 2015 war sie Kandidatin bei Promi Shopping Queen und gewann die Show vor Susan Sideropoulos.
Zwischen 2017 und 2019 trat Ute Lemper in drei Staffeln der TV-Serie 6 Mütter des Senders VOX an. War sie in der ersten Staffel noch eine der Mütter, die sich und das Leben mit ihren Kindern vorstellte, wurde sie ab Staffel 2 zur Gastgeberin und Moderatorin der Sendung.
Am 6. Januar 2022 trat Lemper in der ersten Folge der TV-Rateshow The Masked Dancer als Glühwürmchen verkleidet auf. Sie wurde direkt in der ersten Show enttarnt. Am 1. Februar 2022 war sie in der Sendung Wer weiß denn sowas? im Ersten zu sehen.

## Filme über Ute Lemper
- 1998: Ute Lemper – The Thousand and One Lives of Ute Lemper. Dokumentation, 56 Min., Regie: Valerie Esposito
- 2002: Ute Lemper – There is no Paradise. Dokumentation, 60 Min., Regie: Christoph Rüter. * Inhaltsangabe bei Christoph Rüter Filmproduktion

## Werke
- Unzensiert.  Henschel, Berlin 1995, ISBN 978-3-89487-213-7 (Autobiographie)
- Die Zeitreisende. Zwischen Gestern und Morgen , 2. Auflage, Edition Gräfe und Unzer, München 2023, ISBN 978-3-8338-8917-2 (Autobiographie 2. Teil)